# Rudolf Lehr (Journalist, 1924)
Rudolf Lehr (* 22. März 1924 in Sandhausen; † 23. Juli 1999) war deutscher Journalist sowie Mundartforscher und -dichter.

## Leben
Nach Kriegsdienst und Kriegsgefangenschaft war Lehr als kaufmännischer Angestellter tätig. Anschließend arbeitete er zunächst als freier Journalist, bevor er von 1966 bis zu seinem Ruhestand 1984 die Lokalredaktion Wiesloch der Rhein-Neckar-Zeitung leitete.
Ab 1960 hat er zahlreiche Schriften verfasst, darunter die von 1960 bis 1969 in sieben Folgen erschienene Reihe Kurpfälzer Land, den zu seinen Lebzeiten in fünf Auflagen erschienenen Kurpfälzer Anekdotenschatz und viele weitere Titel zur Mundart der Kurpfalz. Sein Werk umfasst auch mehrere Schauspiele sowie diverse Beiträge in heimatkundlichen Veröffentlichungen.
Lehr wurde neben einigen Literaturpreisen mit der Bürgermedaille in Gold der Gemeinde Sandhausen, 1983 mit der Verdienstmedaille des Landes Baden-Württemberg und 1989 dem Bundesverdienstkreuz am Bande ausgezeichnet.